# Minnamurra
Minnamurra är en del av en befolkad plats i Australien. Den ligger i kommunen Kiama och delstaten New South Wales, i den sydöstra delen av landet, omkring 92 kilometer söder om delstatshuvudstaden Sydney. Antalet invånare är 543.
Närmaste större samhälle är Kiama, nära Minnamurra. 
Trakten runt Minnamurra består till största delen av jordbruksmark. Genomsnittlig årsnederbörd är 1 352 millimeter. Den regnigaste månaden är februari, med i genomsnitt 211 mm nederbörd, och den torraste är juli, med 36 mm nederbörd.